# 156 (număr)
156 (o sută cincizeci și șase) este numărul natural care urmează după 155 și precede pe 157 într-un șir crescător de numere naturale.

## În matematică
156
- Este un număr compus.
- Este un număr abundent.[1][2]
- Este un număr rectangular[3][4] (pronic[5]).
- Este un număr dodecagonal.[6][7]
- Este un număr practic.[8][9]
- Este un număr refactorabil.[10][11]
- Este un număr semiperfect (pseudoperfect).[12][13]
- Este un număr harshad.[14][15]
- În bazele 5, 25, 38, 51 și 77 este un număr repdigit. Fiind un repdigit, este și un număr palindromic.

## În știință

### În astronomie
- Obiectul NGC 156 din New General Catalogue este o stea dublă din constelația Balena.
- 156 Xanthippe este un asteroid din centura principală, cu o magnitudine 8,64.
- 156P/Russell-LINEAR este o cometă periodică din Sistemul Solar.

## În alte domenii
156 se poate referi la:
- Numărul oamenilor din Magbiș la recensământul din Israel după întoarcerea din exil ([I Ezdra] 2:30)
- Martin 156, un hidroavion cu cocă⁠(d) rusesc, conceput pentru zboruri transoceanice.
- Indian Head No. 156, Saskatchewan, o municipalitate rurală din Canada.